# Huevo de la Duquesa de Marlborough
El huevo de la Duquesa de Marlborough, también conocido como el huevo de la Serpiente Rosa, es un huevo de Fabergé hecho por Michael Perchin con supervisión del joyero ruso Peter Carl Fabergé en 1902.
Es el único huevo grande de Fabergé encargado por un estadounidense, y está inspirado en un reloj Luis XVI con esfera giratoria. Es similar al anterior huevo imperial del reloj de la serpiente azul.

## Historia
Fue realizado para Consuelo Vanderbilt, quien se convirtió en duquesa de Marlborough en 1895 cuando se casó con Charles Spencer-Churchill, noveno duque de Marlborough.
En 1902, la duquesa y su esposo viajaron a Rusia, donde cenaron con el zar Nicolás II de Rusia y visitaron a su madre, la emperatriz viuda María Feodorovna en el Palacio Anichkov. Durante esta visita, la duquesa seguramente habría visto la gran colección de artículos de Fabergé de la emperatriz viuda, lo que quizás la inspiró a ordenar este huevo. Se cree que el huevo costó más de 5000 rublos.
Después de divorciarse del duque de Marlborough, donó el huevo de la duquesa de Marlborough a una subasta benéfica en 1926. El huevo fue comprado por Ganna Walska, la segunda esposa de Harold Fowler McCormick, presidente de la International Harvester Company de Chicago. En la subasta Parke-Bernet de 1965 de su propiedad, fue comprada por Malcolm Forbes. Fue el primero de varios huevos Fabergé que compró Forbes.
En 2004, se vendió como parte de la Colección Forbes a Víktor Vekselberg. Vekselberg también compró nueve huevos de Pascua imperiales, como parte de la colección, por casi 100 millones de dólares. El huevo ahora se encuentra en el Museo Fabergé de Vekselberg en San Petersburgo, Rusia.